# Cimanggu (Puspahiang)
Cimanggu is een bestuurslaag in het regentschap Tasikmalaya van de provincie West-Java, Indonesië. Cimanggu telt 4279 inwoners (volkstelling 2010).